# クリス・ウィズロウ
クリストファー・マイケル・ウィズロウ（Christopher Michael Withrow，1989年4月1日 - ）はアメリカ合衆国テキサス州オースティン出身の元プロ野球選手（投手）。右投右打。
実弟は同じくプロ野球選手のマット・ウィズロウ。

## 経歴

### プロ入りとドジャース時代
2007年のMLBドラフト1巡目（全体20位）でロサンゼルス・ドジャースから指名され、6月15日に入団。ルーキー級ガルフ・コーストリーグ・ドジャースで6試合に登板した。
2008年はA+級インランド・エンパイア・シックスティシクサーズでプレー。4試合に登板した。
2009年はA+級インランド・エンパイアでプレー。19試合に登板し、6勝6敗・防御率4.69だった。8月にAA級チャタヌーガ・ルックアウツへ昇格。6試合に登板し、2勝2敗・防御率3.95だった。
2010年はAA級チャタヌーガでプレー。27試合に登板し、4勝9敗・防御率5.97だった。
2011年もAA級チャタヌーガでプレー。25試合に登板し、6勝6敗・防御率4.20だった。オフの11月18日に40人枠入りを果たした。
2012年もAA級チャタヌーガでプレー。22試合に登板し、3勝3敗2セーブ・防御率4.65だった。
2013年はAAA級アルバカーキ・アイソトープスで開幕を迎え、6月11日にメジャー初昇格を果たした。6月12日のアリゾナ・ダイヤモンドバックス戦でメジャーデビュー。同点の7回表1死から登板し、0.2回を無失点に抑えた。9月3日のコロラド・ロッキーズ戦では3点リードの9回裏2死から登板し、0.1回を無失点に抑え、初セーブを記録した。この年は26試合に登板し3勝0敗1セーブ・防御率2.60だった。ポストシーズンでもロースター入りし、ディビジョンシリーズのアトランタ・ブレーブス戦・第2試合目に登板した。1点ビハインドの7回裏から登板したが、0.2回を1安打2失点1四球1奪三振で途中降板した。チャンピオンシップシリーズでもロースター入りし、第1試合目で同点の延長12回裏から5番手として登板。12回裏は無失点に抑えたが、13回裏1死の場面でダニエル・デスカルソに安打を許し、続くマット・カーペンターに四球を与え、1・2塁となり降板した。代わったケンリー・ジャンセンがカルロス・ベルトランにサヨナラ適時打を打たれ、敗戦投手となった。
2014年は6月にトミー・ジョン手術を受け、シーズンを終える。

### ブレーブス時代
2015年5月27日にアルベルト・カヤスポ、エリック・スタルツ、イアン・トーマス、フアン・ハイメとのトレードで、フアン・ウリーベと共にアトランタ・ブレーブスに移籍した。この年は、メジャー・マイナー共に登板機会はなかった。
2016年はリリーフとして一定の定着をし、46試合に登板。防御率3.58・3勝無敗・WHIP1.22というまずまずのピッチングを見せた。12月2日にノンテンダーFAとなった。

### ロイヤルズ傘下時代
2017年1月7日、カンザスシティ・ロイヤルズとマイナー契約を結び、同年のスプリングトレーニングに招待選手として参加することになった。

## 詳細情報

### 年度別投手成績 (MLB)
| 年 度     | 球 団     | 登 板 | 先 発 | 完 投 | 完 封 | 無 四 球 | 勝 利 | 敗 戦 | セ 丨 ブ | ホ 丨 ル ド | 勝 率 | 打 者 | 投 球 回 | 被 安 打 | 被 本 塁 打 | 与 四 球 | 敬 遠 | 与 死 球 | 奪 三 振 | 暴 投 | ボ 丨 ク | 失 点 | 自 責 点 | 防 御 率 | W H I P |
| --------- | --------- | ----- | ----- | ----- | ----- | -------- | ----- | ----- | -------- | ----------- | ----- | ----- | -------- | -------- | ----------- | -------- | ----- | -------- | -------- | ----- | -------- | ----- | -------- | -------- | ------- |
| 2013      | LAD       | 26    | 0     | 0     | 0     | 0        | 3     | 0     | 1        | 4           | 1.000 | 134   | 34.2     | 20       | 5           | 13       | 0     | 0        | 43       | 2     | 0        | 10    | 10       | 2.60     | 0.95    |
| 2014      | LAD       | 20    | 0     | 0     | 0     | 0        | 0     | 0     | 0        | 6           | ----  | 90    | 21.1     | 10       | 1           | 18       | 0     | 1        | 28       | 4     | 0        | 8     | 7        | 2.95     | 1.31    |
| 2016      | ATL       | 46    | 0     | 0     | 0     | 0        | 3     | 0     | 0        | 12          | 1.000 | 158   | 37.2     | 29       | 5           | 17       | 1     | 2        | 28       | 1     | 0        | 16    | 15       | 3.58     | 1.22    |
| 通算：3年 | 通算：3年 | 92    | 0     | 0     | 0     | 0        | 6     | 0     | 1        | 22          | 1.000 | 382   | 93.2     | 59       | 11          | 48       | 1     | 3        | 99       | 7     | 0        | 34    | 32       | 3.07     | 1.14    |

- 2016年度シーズン終了時。
- 2015年は試合出場なし。

### 背番号
- 44 (2013年 - 2014年)
- 51 (2016年)